# 75-мм пушка образца 1897 года
75-мм полевая пушка образца 1897 года (фр. Canon de 75 mle 1897) — французская лёгкая полевая пушка начала XX века. Является одним из первых образцов современной полевой артиллерии, поскольку имела гидропневматический тормоз отката (первым серийным орудием современного образца была скорострельная пушка Барановского обр. 1877 г.).

## История
К началу первой мировой войны пушка являлась основным орудием французской армии. В ходе войны использовалась во французской армии и экспедиционном корпусе США.
В дальнейшем продавалась ряду европейских стран.
Во второй мировой войне в Польской и Французской кампаниях немцы захватили несколько тысяч 75-мм дивизионных пушек образца 1897 г. Летом 1940 г. во Франции немцы захватили несколько тысяч 75-мм дивизионных пушек образца 1897 г. и 5,5 млн выстрелов к  ним. Первоначально немцы использовали их в оригинальном виде, польские пушки названы 7,5 cm F.K.97(p), французские — 7,5 cm F.K.231(f). Эти орудия направлены во второразрядные дивизии и в береговую оборону Норвегии и Франции. К марту 1944 г. немцы использовали 683 пушки 7,5 cm F.K.231(f), из них 300 на Востоке, 2 в Италии, 340 на Западе и 41 в Норвегии.
В сентябре 1939 года в ходе войны в Польше трофеями немцев стали 721 орудие wz.97 (75-мм полевых орудий обр. 1897 года французского производства, находившихся на вооружении польской армии). Поляки закупили их во Франции в начале 1920-х. Немцы 80 захваченных орудий в дальнейшем передали Румынии. К марту 1944 г. немцы использовали 26 пушек F.K.97(p), все они находились во Франции.
Применялась до окончания Второй Мировой войны.

## Варианты и модификации
- Canon de 75 mle 1897 — 75-мм полевое орудие обр. 1897 года
- Canon de 75 M (montagne) modèle 1919 Schneider — 75-мм горное орудие обр.1919 года
- Canon de 75 M (montagne) modèle 1928 — 75-мм горное орудие обр.1928 года
- Canon de 75 Mle 1897/33 — модификация обр. 1933 года
- Canon de 75 modèle 1897 modifié 1938—1940 — модификация 1938 года, на пневматических шинах
- 7,5 cm PaK 97/38 — противотанковая пушка, переделка в 1941—1945 годы полевых пушек, захваченных нацистской Германией у Франции и Польши
- 76,2-мм французские пушки образца 1897 г. — перестволённые (в ствол вставлена внутренняя труба другого калибра) в СССР французские пушки (захваченные в Польше в 1939 году) для возможности использования унитарных патронов наиболее массовых в СССР до 1945 г. советских 76,2-мм пушек, в том числе 76,2-мм пушек образца 1902/30 года и 76,2-мм пушек образца 1942 года (ЗИС-3), гильзы патронов 75-мм французских и 76,2-мм советских пушек почти совпадали по длине, форме и диаметру.

## Устройство
Французская 75 мм образца 1897 г. системы полковника Депора длиной в 35 калибров состоит из ствола, скреплённого муфтой и посередине кольцом. Стреляет шрапнелью и бризантной гранатой. Для установки трубок имеется особый прибор. Скорость стрельбы до 20 выстрелов в минуту. Эксцентрический затвор её (фиг. 11) состоит из цилиндрического тела с диаметром, в два раза большим диаметра каморы, и имеет вырез, который при открытом замке приходится против канала орудия и служит для заряжания. Затвор вращается около оси, не совпадающей с осью канала орудия и скрепляется с орудием витками наружной поверхности. Ударник помещается в теле затвора и взводится открыванием. Затвор имеет экстрактор и два предохранителя, препятствующие производству выстрела при не вполне запертом замке, или при постановке предохранителя в походное положение, и на случай затяжных выстрелов. Орудие помещается и откатывается в люльке А (фиг. 12 и 13) лежащей своими цапфами на лафете; под ней находятся гидравлический компрессор В и воздушный накатник С из двух цилиндров. Прицельные приспособления расположены на особой люльке подъёмного механизма, которым можно придавать орудию углы возвышения, не изменяя линии прицеливания.И.И. Ореус. Скорострельные орудия // Энциклопедический словарь Брокгауза и Ефрона : в 86 т. (82 т. и 4 доп.). — СПб., 1890—1907.
- См.: фиг. 11, фиг. 12 и 13
- Эксцентрический затвор состоит из цилиндрического тела с диаметром, в два раза большим диаметра каморы, и имеет вырез, который при открытом замке приходится против канала орудия и служит для заряжания

Поскольку лафет пушки не перемещался после каждого выстрела, артиллеристы могли перезаряжать пушку сразу по возвращении ствола на начальную позицию. Хорошо тренированный расчёт при полигонных условиях мог на короткое время достичь скорости огня до 30 выстрелов в минуту.

## Производство
Франция
Производством пушек занимались государственные артиллерийские арсеналы:
- Пюто (Puteaux)
- Буржский (Bourges)
- Тарбский (Tarbes)
- Сент-Этьенский (St Etienne)

США
Производство пушек за пределами Франции было налажено в США. Поскольку французские инженеры использовали метрическую систему мер, в то время как британские и американские инженеры и организаторы производства пользовались национальными системами мер американской промышленностью выпускала для пушки различные типы лафетов: исходный французский лафет (75 мм), модифицированный лафет от британской 3,3 дюймовой пушки и лафет от американской 3 дюймовой пушки. За период с момента начала производства в конце марта — начале апреля 1918 года до окончания производства 17 апреля 1919 года было изготовлено:
| Показатели производства орудий и отдельных элементов (США) | Показатели производства орудий и отдельных элементов (США) | Показатели производства орудий и отдельных элементов (США) | Показатели производства орудий и отдельных элементов (США) | Показатели производства орудий и отдельных элементов (США) | Показатели производства орудий и отдельных элементов (США) |
| Продукция                                                  | Подрядчик                                                  | Заказ                                                      | Изг. до 11.11.1918                                         | Отпр. до 11.11.1918                                        | Изг. до 17.04.1919                                         |
| ---------------------------------------------------------- | ---------------------------------------------------------- | ---------------------------------------------------------- | ---------------------------------------------------------- | ---------------------------------------------------------- | ---------------------------------------------------------- |
| лафет мод. 1916                                            | Rock Island Arsenal                                        | 472                                                        | 159                                                        | 34                                                         | 185                                                        |
| лафет мод. 1916                                            | Bethlehem Steel Co.                                        | 455                                                        | 14                                                         | 34                                                         | 25                                                         |
| лафет мод. 1916                                            | New York Air Brake Co.                                     | 400                                                        | 33                                                         | 34                                                         | 97                                                         |
| лафет (франц.)                                             | Willys-Overland Co.                                        | 2927                                                       | 291                                                        |                                                            | 1299                                                       |
| лафет (брит.), целиком                                     | Bethlehem Steel Co.                                        | 2868                                                       | 724                                                        | 124                                                        | 921                                                        |
| передок (брит.), целиком                                   | Bethlehem Steel Co.                                        | 968                                                        | 489                                                        |                                                            | 1010                                                       |
| передок мод. 1918                                          | Bethlehem Steel Co.                                        | 436                                                        | 436                                                        |                                                            | 441                                                        |
| передок мод. 1918                                          | American Car & Foundry Co.                                 | 3661                                                       | 3661                                                       | 980                                                        | 3661                                                       |
| зарядный ящик мод. 1918                                    | Bethlehem Steel Co.                                        | 1666                                                       | 302                                                        | 4957                                                       | 831                                                        |
| зарядный ящик мод. 1918                                    | American Car & Foundry Co.                                 | 20356                                                      | 11660                                                      |                                                            | 18301                                                      |
| передок зарядного ящика мод. 1918                          | Bethlehem Steel Co.                                        | 1916                                                       | 1210                                                       |                                                            | 1916                                                       |
| передок зарядного ящика мод. 1918                          | American Car & Foundry Co.                                 | 20675                                                      | 15526                                                      | 4126                                                       | 20675                                                      |
| гидропневматический тормоз отката                          | Singer Manufacturing Co.                                   | 2500                                                       |                                                            |                                                            | 2500                                                       |
| гидропневматический тормоз отката                          | Rock Island Arsenal                                        | 1000                                                       |                                                            |                                                            | 1000                                                       |
| 75-мм пушка мод. 1916                                      | Symington-Anderson Co.                                     | 640                                                        | 416                                                        | 19                                                         | 416                                                        |
| 75-мм пушка мод. 1916                                      | Wisconsin Gun Co.                                          | 160                                                        | 116                                                        | 19                                                         | 116                                                        |
| 75-мм пушка мод. 1916                                      | Watervliet Arsenal                                         | 264                                                        | 161                                                        | 19                                                         | 192                                                        |
| 75-мм пушка мод. 1916                                      | Bethlehem Steel Co.                                        | 340                                                        | 2                                                          | 19                                                         | 2                                                          |
| 75-мм пушка (франц.)                                       | Symington-Anderson Co.                                     | 4300                                                       | 103                                                        |                                                            | 860                                                        |
| 75-мм пушка (франц.)                                       | Wisconsin Gun Co.                                          | 2050                                                       | 9                                                          |                                                            | 190                                                        |
| 75-мм пушка (брит.)                                        | Bethlehem Steel Co.                                        | 2868                                                       | 592                                                        | 124                                                        | 909                                                        |

## Страны-эксплуатанты
- Франция
- США — приняты на вооружение в ходе первой мировой войны под наименованием 75-mm Gun M1897. Кроме того, орудия французского производства, выпущенные до 31 декабря 1898 года до настоящего времени разрешены в качестве исторического коллекционного оружия[6]
- Великобритания — использовались в ходе первой мировой войны британскими войсками на Западном фронте; после эвакуации британских войск из Дюнкерка в 1940 году, в связи с нехваткой орудий полевой артиллерии 895 шт. орудий обр.1897 г. были закуплены в США и поступили на вооружение под наименованием «Ordnance, QF, 75mm Mk 1»
- Польша — Первые орудия (171 штука) поступили на вооружение польской армии генерала Галлера, сформированной в 1917 году во Франции и переброшенная в Польшу после провозглашения ею независимости в 1918 году. В 1919—1920 годах Франция по программе военной помощи поставила польской армии 783 орудия, в дополнение к прибывшим в Польшу вместе с армией Галлера. Орудие находилась на вооружении Польской армии под наименованием 75mm armata wz.1897. В 1924—1925 годах во Франции было закуплено ещё 524 орудия. Кроме того, был произведён обмен с Румынией, которой в обмен на 108 75-мм пушек, было передано 108 76,2-мм русских пушек обр.1902 г. В 1937 году 12 орудий было переоборудовано под механизированную тягу. В 1938 году 8 орудий было оснащено оптическими прицелами от 37-мм противотанковых пушек, с целями расширения противотанковых возможностей данных пушек. К июню 1939 года в польской армии числилось 1374 орудия данного типа.
- Германия — трофейные орудия обр.1897 г., захваченные у Франции и Польши, поступали на вооружение под наименованием 7.5 cm FK 231(f) и 7.5 cm F.K.97(p), 3786 из них переделаны в противотанковые пушки 7,5 cm PaK 97/38 и 7,5 cm Pak 97/40.

Немцы обратили в противотанковые пушки не все трофейные 75-мм пушки образца 1897 г. К марту 1944 г. вермахт с 683 полевыми 7,5-см пушками F.K.231(f), из которых 300 во Франции, 2 — в Италии, 340 — на Восточном фронте и 41 — в Норвегии. Кроме того, на Восточном фронте 26 польских полевых 7,5 cm F.K.97(p). Но через год, к 1 марта 45, из-за больших потерь число оригинальных французских орудий уменьшилось: 7,5 cm Pak 97/38 и F.K.231(f) осталось 122 (в том числе 14 Pak 97/38 на фронте).
- СССР — РККА в Польском походе 39 года захватила 258 орудий, из них много 75-мм пушек, которые в 1941-42 гг. применялись, и, в частности, на бронепоездах. Участвовала в обороне Москвы 1941-го.
- Эфиопия — некоторое количество орудий было закуплено во Франции после окончания Первой мировой войны